# Among Ravens
Among Ravens é um filme estadunidense de comédia dramática de 2014 dirigido por Russell Friedenberg e Randy Redroad e estrelado por Amy Smart, Joshua Leonard, Christian Campbell, Victoria Smurfit, Natalie Imbruglia, Will McCormack, Johnny Sequoyah e Freidenberg.

## Sinopse
A história de um grupo de amigos que se reúnem para o fim de semana anual de 4 de julho para ser confrontada por Chad, um estranho e belo fotógrafo da natureza que começa a mudar a vida de um por um.

## Elenco
- Amy Smart como Wendy Conifer
- Joshua Leonard como Ellis Conifer
- Christian Campbell como Will Deville
- Russell Friedenberg como Saul King
- Victoria Smurfit como Emma
- Natalie Imbruglia como Madison
- Will McCormack como Chad Whitlock
- Johnny Sequoyah como Joey
- Castille Landon como Saturn Moon
- Calum Grant como Hal Rice
- Vinnie Duyck como Taxi Driver
- Christopher Pinkalla como Jay